# Episodi di Blake sotto assedio! (seconda stagione)
La seconda stagione di Blake Sotto Assedio! è andata in onda negli Stati Uniti il 17 settembre 2015 su Nickelodeon. In Italia è inedita.
| n° | Titolo originale    | Titolo italiano | Prima TV USA      | Prima TV Italia |
| -- | ------------------- | --------------- | ----------------- | --------------- |
| 1  | "Get Blakes!"       |                 | 17 settembre 2015 |                 |
| 2  | "Get Trapped!"      |                 | 18 settembre 2015 |                 |
| 3  | "Get Dreamin'!"     |                 | 21 settembre 2015 |                 |
| 4  | "Get Reception!"    |                 | 22 settembre 2015 |                 |
| 5  | "Get Surrendered!"  |                 | 23 settembre 2015 |                 |
| 6  | "Get Late!"         |                 | 24 settembre 2015 |                 |
| 7  | "Get Morphed!"      |                 | 25 settembre 2015 |                 |
| 8  | "Get Tough!"        |                 | 28 settembre 2015 |                 |
| 9  | "Get Stuck!"        |                 | 29 settembre 2015 |                 |
| 10 | "Get Baking!"       |                 | 1 ottobre 2015    |                 |
| 11 | "Get Treasure!"     |                 | 2 ottobre 2015    |                 |
| 12 | "Get Weather!"      |                 | 5 ottobre 2015    |                 |
| 13 | "Get Weasel!"       |                 | 6 ottobre 2015    |                 |
| 14 | "Get Mommy!"        |                 | 7 ottobre 2015    |                 |
| 15 | "Get Cratered!"     |                 | 8 ottobre 2015    |                 |
| 16 | "Get Non-Existent!" |                 | 9 ottobre 2015    |                 |
| 17 | "Get Racing!"       |                 | 12 ottobre 2015   |                 |
| 18 | "Get Piratical!"    |                 | 13 ottobre 2015   |                 |
| 19 | "Get Western!"      |                 | 14 ottobre 2015   |                 |
| 20 | "Get Medieval!"     |                 | 15 ottobre 2015   |                 |
| 21 | "Get Zombies!"      |                 | 16 ottobre 2015   |                 |
| 22 | "Get Spooked!"      |                 | 19 ottobre 2015   |                 |
| 23 | "Get Skye!"         |                 | 20 ottobre 2015   |                 |
| 24 | "Got Blake!"        |                 | 21 ottobre 2015   |                 |